# Storhamar Dragons
Storhamar Hockey fra 1998 til 2015 under navet Storhamar Dragons er en ishockeyklub baseret i Hamar Norge og spiller i Fjordkraftligaen og blev grundlagt den 18. marts 1957. Klubben omfatter også den største junior-afdelingen i norsk ishockey. Storhamar Dragons spille spiller i Hamar OL-Amfi, en 6000 sæders arena bygget til Vinter-OL 1994 i Lillehammer.
Storhamar flyttede op i Eliteserien for anden gang i 1983 og har været der lige siden.
I sæson 2015/2016 kvalificerede Storhamar sig til Champions Hockey League 2015/2016, Storhamar vandt gruppe M foran Sparta Prag og Genève-Servette HC. Å blev det første norske hold, der kom i åttendelsfinalen efter at have slået Red Bull Salzburg. Men måtte se sig slået af finsk TPS.

## Mesterskaber

### Norgesmester
Norgesmester (6 gange ):
- 1995, 1996, 1997, 2000, 2004, 2008 og 2018

### Seriemester
Seriemester (7 gange ):
- 1993 (Eliteseriemester), 1994, 1994/1995, 1996/1997, 2000/2001, 2003/2004, 2005/2006 og 2017/2018

## Gullpucken
Gullpucken vindere
- Norge Øyvind Løsåmoen (1984), Norge Erik Kristiansen (1985), Ole Eskild Dahlstrøm (1996),  Norge Petter Salsten (1997),  Norge Pål Johnsen (2000)

## Berømte sportsfolk med tilknytning til klubben
- Erik Kristiansen
- Steinar Johansen
- Jim Marthinsen
- Ole Eskild Dahlstrøm
- Terje Kojedal
- Geir Østberg
- Petter Salsten
- Pål Johnsen
- Petter Thoresen
- Patrick Thoresen
- Steffen Thoresen
- Marius Holtet
- Patrick Yetman
- Michael Smithurst
- Åge Ellingsen
- Carl Oscar Bøe Andersen
- Aleksander Smirnov
- Eirik Skadsdammen
- Robert Hestmann
- Eirik Salsten
- Mads Hansen
- Anders Myrvold
- Per Arne Kristiansen
- Ruben Smith
- Arne Bergseng

## Eksterne links
- Dragons hjemmeside